# 陳宇翱
陳宇翱 （1981年4月—）是一位中国物理学家。

## 生平
1981年出生于江蘇省南通市，合肥微尺度物质科学国家实验室，量子物理与量子信息研究部，中国科学技术大学近代物理系教授，获欧洲物理学会“菲涅尔奖”。 是中國科學技術大學（USTC）的物理學教授，從事量子信息，量子資訊科學和量子模擬。 

## 荣誉
1998年，他在第29屆國際物理奧林匹克競賽中獲得金獎和一等獎。 他還在2013年獲得了Fresnel基本方面獎。作為潘建偉團隊的一員，他獲得了2015年國家自然科學一等獎。